# Danh sách thành phố Cabo Verde
Đây danh sách các thành phố ở Cabo Verde, bao gồm cả thị trấn.
| Làng mạc, thị trấn và thành phố ở Cabo Verde | Làng mạc, thị trấn và thành phố ở Cabo Verde | Làng mạc, thị trấn và thành phố ở Cabo Verde | Làng mạc, thị trấn và thành phố ở Cabo Verde | Làng mạc, thị trấn và thành phố ở Cabo Verde | Làng mạc, thị trấn và thành phố ở Cabo Verde | Làng mạc, thị trấn và thành phố ở Cabo Verde |
| Xếp hạng                                     | Thị trấn hay thị trấn                        | Dân số                                       | Dân số                                       | Dân số                                       | Dân số                                       | Vùng đô thị                                  |
| Xếp hạng                                     | Thị trấn hay thị trấn                        | 1990                                         | 2000                                         | 2003                                         | 2005                                         | Vùng đô thị                                  |
| -------------------------------------------- | -------------------------------------------- | -------------------------------------------- | -------------------------------------------- | -------------------------------------------- | -------------------------------------------- | -------------------------------------------- |
| 1.                                           | Praia                                        | 61.644                                       | 94.757                                       | 101.000                                      | 113.364                                      | Praia                                        |
| 2.                                           | Mindelo                                      | 47.109                                       | 62.970                                       | 67.100                                       | 70.611                                       | São Vicente                                  |
| 3.                                           | Santa Maria                                  | 1.343                                        | 13.220                                       | 14.100                                       | 17.231                                       | Sal                                          |
| 4.                                           | Pedra Badejo                                 | 5.302                                        | 8.492                                        | 9.100                                        | 9.488                                        | Santa Cruz                                   |
| 5.                                           | São Filipe                                   | 5.616                                        | 7.984                                        | 8.500                                        | 8.189                                        | São Filipe                                   |
| 6.                                           | Assomada                                     | 3.414                                        | 7.095                                        | 7.600                                        | 7.927                                        | Santa Catarina                               |
| 7.                                           | Tarrafal                                     | 3.626                                        | 5.785                                        | 6.200                                        | 6.463                                        | Tarrafal                                     |
| 8.                                           | Espargos                                     | 5.578                                        | -                                            | -                                            | 6.173                                        | Sal                                          |
| 9.                                           | Porto Novo                                   | 4.867                                        | 5.532                                        | 5.900                                        | 5.580                                        | Porto Novo on Santo Antão                    |
| 10.                                          | Calheta de São Miguel                        | -                                            | 4.884                                        | 5.200                                        | 5.457                                        | São Miguel                                   |
| 11.                                          | Ribeira Brava                                | 1.899                                        | 5.456                                        | -                                            | 5.324                                        | São Nicolau                                  |
| 12.                                          | Ponta do Sol                                 | 1.505                                        | 4.029                                        | -                                            | 4.064                                        | Santo Antão (island)                         |
| 13.                                          | Pico                                         | 3.414                                        | -                                            | -                                            | 3.778                                        | Santa Catarina                               |
| 14.                                          | Vila do Maio                                 | 1.573                                        | 2.673                                        | -                                            | 3.009                                        | Maio                                         |
| 15.                                          | São Domingos                                 | -                                            | 2.671                                        | -                                            | 2.984                                        | São Domingos                                 |
| 16.                                          | Ribeira Grande                               | 2.550                                        | -                                            | -                                            | 2.822                                        | Ribeira Grande                               |
| 17.                                          | Cidade Velha                                 | 2.148                                        | -                                            | -                                            | 2.377                                        | Praia                                        |
| 18.                                          | Sal Rei                                      | 1.522                                        | 1.995                                        | -                                            | 2.122                                        | Boa Vista                                    |
| 19.                                          | Nova Sintra                                  | 1.890                                        | 1.930                                        | -                                            | 1.873                                        | Brava                                        |
| 20.                                          | Pombas                                       | 1.161                                        | 1.802                                        | -                                            | 1.818                                        | Santo Antão                                  |
| 21.                                          | Mosteiros                                    | -                                            | 465                                          | -                                            | 477                                          | Mosteiros                                    |

## 10 thành phố lớn nhất
Số liệu dân số năm 2002
1. Praia - 101.000
2. Mindelo - 67.100
3. Santa Maria - 14.100
4. Pedra Badejo - 9.100
5. São Filipe - 8.500
6. Assomada - 7.600
7. Tarrafal - 6.200
8. Porto Novo - 5.900
9. Ribeira Brava - 5.800
10. São Miguel - 5.200